# Maude Stanley

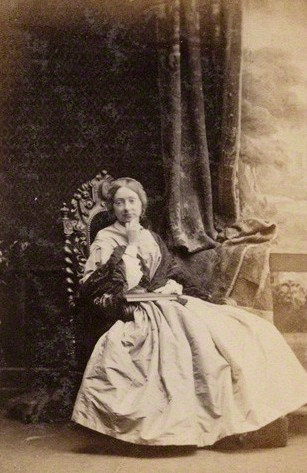
Maude Stanley, Aufnahme von Camille Silvy, 1861

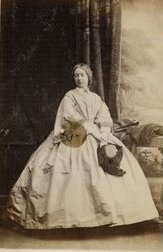
Maude Stanley, Aufnahme von Camille Silvy, 1861

Maude Alethea Stanley (* 4. Mai 1833 in Alderley Park, Chelford, Cheshire; † 14. Juli 1915 ebenda) war eine englisch-britische Pionierin der Jugendarbeit und Frauenrechtsaktivistin.

## Leben
Stanley wurde auf dem Familiensitz in Cheshire als vierte Tochter und fünftes von zwölf Kindern des Politikers Edward Stanley und der Frauenbildungsaktivistin Henrietta Stanley (später Baron und Baroness Stanley of Alderley) geboren. 1834 schrieb ihr Großvater väterlicherseits, John Stanley, 1. Baron Stanley of Alderley, ein Manuskript über Philosophie, das er seiner neugeborenen Enkelin widmete und Alethea's Book nannte.
Stanley teilte die tolerante und liberale Einstellung ihrer Familie zur Religion – ihre Eltern waren Anglikaner, ihr ältester Bruder Henry konvertierte zum Islam, ihr jüngster Brude  Algernon war römisch-katholischer Bischof und ihre jüngste Schwester Rosalind war Agnostikerin. Stanley selbst wurde als kirchenfern beschrieben.  Ihre jüngsten Schwestern, Katharine, und Rosalind setzten sich beide für das Frauenwahlrecht ein. Es wurde beschlossen, dass Stanley unverheiratet bleiben sollte, und Katharine versicherte ihrer Schwester, dass ihre Eltern und Geschwister sie zu Hause brauchten.  Von Katharines Sohn Bertrand Russell als „strenge und düstere Tante Maude“ beschrieben, kümmerte sich Stanley rührend um die zahlreichen Kinder ihrer Geschwister.  Russell selbst hielt sie für die perfekte Tante und eine Verkörperung der Güte. In seinen späteren Jahren erinnerte er sich: „Als Kind bin ich gerne zu ihr gegangen, weil sie einen sprechenden Papagei hatte und mir manchmal Maronen schenkte“. Im Jahr 1894 nahm Stanley ihren Neffen Bertrand mit zu einem Besuch bei seinem Onkel Monsignore Algernon in Rom.
Stanleys Vater starb 1869, und das Haus am Smith Square in London, in dem sie lebte, ging auf ihren ältesten Bruder Henry geerbt. Im folgenden Jahr erwog Stanley, auf den Kontinent zu reisen, um die Verwundeten des Deutsch-Französischen Krieges zu pflegen. Nach einer längeren Auslandsreise zogen sie und ihre Mutter in die Dover Street.
Von einer Frau in Stanleys gesellschaftlicher Position wurde erwartet, dass sie sich der Wohltätigkeit und der Sozialarbeit widmet, doch ihr Engagement war überdurchschnittlich. Sie begann als Besucherin von Five Dials, einem heute nicht mehr existierenden Londoner Slum, wo ihr jüngerer Bruder Algernon als Kurat diente, was sie zwar als „altmodisch“ bezeichnete, ihr aber ermöglichte, „in Häuser einzudringen, in die kein anderer eindringen konnte“.
Stanleys Ansatz wurde allmählich weltlicher, und sie begann, sich auf die Jugendarbeit zu konzentrieren.  Sie begann, Abendschulen und Clubs für Mädchen zu eröffnen, wofür sie einen Großteil ihres Einkommens verwendete. Sie versuchte, junge Männer und Frauen auf der Straße und in den Höfen zu erreichen, indem sie mit ihnen sprach, Karten spielte und andere Spiele veranstaltete. Um die Zusammenarbeit zwischen den Clubs zu fördern, gründete sie 1880 die Girls Club Union (aus der schließlich die Organisation London Youth hervorging). Stanley fungierte auch als Poor Law Guardian, wurde 1884 Leiterin des Metropolitan Asylums Board und 1892 Govenor des Borough Polytechnic. 1890 schrieb sie Clubs for Working Girls, den ersten Text über Clubs für junge Frauen, und interessierte sich zeitlebens für das Wohlergehen arbeitender Mädchen im Teenageralter. Zum Kreis der Philanthropen, denen sie angehörte, gehörten auch Henry Solly und Octavia Hill.
Stanley lebte bis zum Tod ihrer Mutter im Jahr 1895 bei dieser. Der Ausbruch des Ersten Weltkriegs beunruhigte sie und veranlasste sie, London zu verlassen. Sie starb in Alderley Park an einem Herzleiden. Zwei Tage später fand die Beerdigung in Alderley Park statt, gefolgt von einer Gedenkfeier am Smith Square. Sowohl Queen Mary als auch Queen Alexandra schickten Vertreter zu der Gedenkfeier. Der Kranz von Queen Alexandra trug die Inschrift: „In Erinnerung an die liebe Miss Stanley und all ihre vielen guten Taten. Von der ihr ergebenen Alexandra.“

## Werke
- Work about the Five Dials, Macmillan Publishers, London 1878 (Online)
- Clubs for Working Girls, Macmillan Publishers, London 1890 (Online)